# Passo delle Fittanze
Il Passo delle Fittanze  (1399 m) è un valico alpino dei Monti Lessini situato nel comune di Erbezzo. Mette in comunicazione la Vallagarina in Trentino con la zona di Erbezzo e da qui a Verona.
Caratterizzato da ampie distese prative utilizzate come pascoli nel periodo estivo, nel periodo invernale è invece una località sciistica.
È interessato dal passaggio della prova speciale del Rally Due Valli di Erbezzo.

## Malghe ed escursionismo
Il Passo delle Fittanze ricade  nel territorio delle malghe della Lessinia. Il territorio viene utilizzato per l'attività zootecnica d'alpeggio da fine maggio a fine settembre. Il passo ricade all'interno di Malga Fittanze e presenta anche un monumento in ricordo dei caduti, opera dello scultore Giuseppe Cinetto. La terza domenica di luglio, il monumento ospita un importante pellegrinaggio degli alpini veronesi e trentini, con cerimonia in ricordo dei caduti di tutte le guerre. Numerose sono le escursioni di trekking che si possono effettuare partendo da Passo Fittanze, in particolare verso le malghe sovrastanti come Malga Valbella, Malga Camporetratto, Malga Lessinia, Rifugio Castelberto.

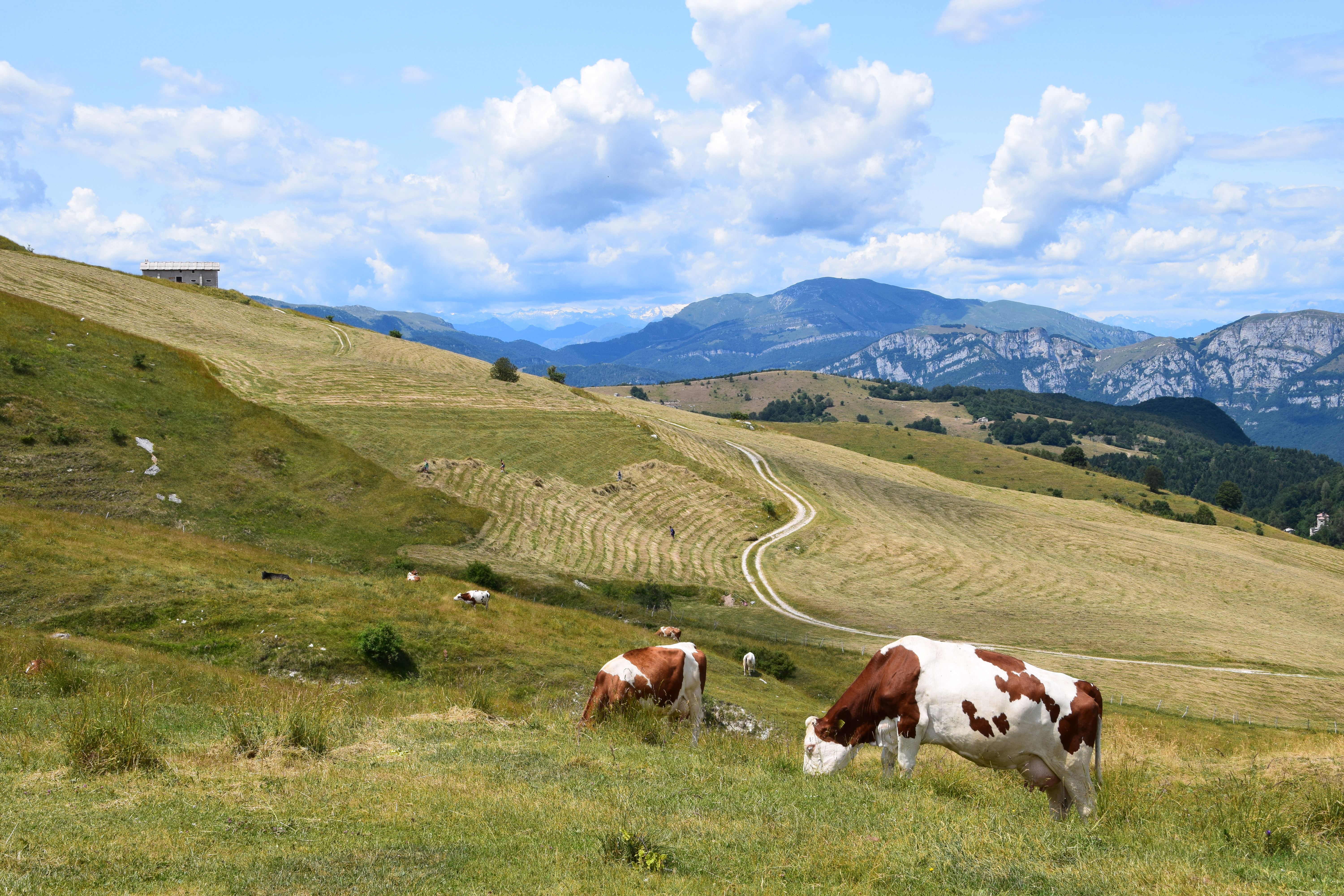
Fienagione

## In bicicletta
Dal versante veronese il passo è raggiungibile attraverso itinerari mai di notevole difficoltà: da Erbezzo si può salire al passo lungo la strada provinciale SP11 oppure, nel periodo estivo, attraverso la strada comunale che porta a Malga Lessinia.
 
Interessante dal punto di vista ciclistico è la salita dal versante trentino.
Si parte dalla frazione di Sdruzzinà, presso Ala e si risale il ripido versante della Vallagarina tramite la SP 211 dei Monti Lessini, con numerosi tornanti e pendenza costante intorno al 10% per circa 7 chilometri. Dopo 700 metri pianeggianti (nei pressi della località Malga Riondera) iniziano 2 chilometri dalle pendenze notevoli, intorno al 15% e infine un altro tratto di un chilometro oltre il 10% medio. Dopo i primi 10 chilometri, molto impegnativi e a livello delle più difficili salite europee, la strada si fa più dolce per i 4 chilometri finali, abbandonando le ripidi pendici della montagna, ed addentrandosi nei prati della Sega di Ala.